# Dumitru Ion Dincă
Dumitru Ion Dincă (n. 17 iulie 1949, sat Clondiru, com. Ulmeni, jud. Buzău) este un poet, scriitor și publicist român, membru al Uniunii Scriitorilor din România.

## Biografie
Prenumele la naștere, Dumitru; ca scriitor semnează și cu prenumele tatălui, Ion. După absolvirea claselor gimnaziale 1-7, urmează cursurile Liceului Teoretic Nr. 1 Buzău pe care îl absolvă în 1967.
În 1968 este profesor de limba și literatura română și de limba franceză la Școala generală din Lapoș, jud. Prahova, concomitent urmând cursurile ff. ale Facultății de filologie din București.
Renunță în anul al II-lea și dă concurs de admitere la nou înființata Facultate de ziaristică pe care o absolvă în 1974.
În anul 1977 obține o bursă și urmează cursuri de limbă și civilizație franceză la Antibes, Franța (singurul român și singurul cursant din fostele țări socialiste).
Între anii 1988-1989, absolvă cursuri postuniversitare la Academia de Studii Economice București, lucrând în presă din august 1969 la ziarul „Viața Buzăului”, corector, apoi redactor la secția probleme cetățenești.
Între ianuarie 1975 și 31 decembrie 1977 este secretar cu probleme de cultură la Comitetul Județean de Tineret Buzău. Din anul 1978 revine în presă corespondent special al ziarului „Scânteia tineretului”, ca din decembrie 1989 să fie publicist comentator la cotidianul „Tineretul liber”, iar din septembrie 1993 corespondent special al Agenției naționale de știri AGERPRES.

## Activitate literară
Dumitru Ion Dincă scrie încă din anii 1960, debutând în cenaclul Al. Sahia din Buzău în 1965,  în presa scrisă tot în 1965 la Poșta Literară în revista clujeană Tribuna. Adevăratul debut se produce în 1968 in pagina literară a ziarului Viața Buzăului, fiind girat de scriitorul Mircea Ichim.
Publică versuri și reportaje în majoritatea revistelor literare, cu precădere în Contemporanul, Amfiteatru și Luceafărul, fiind prezentat și susținut de Ana Blandiana și Fănuș Neagu.
Ca o apreciere a valorii cărților publicate și a activității publicistice i se acordă de către Consiliul Local Buzău în anul 2005 titlul de Cetățean de onoare al municipiului, ca același organism să îl declare, datorită activității remarcabile, Omul anului 2010. 
În anul 2018, Consiliul Județean Buzău îl declară Cetățean de Onoare al județului Buzău.
În anul 2023, cu prilejul Zilei internaționale a poeziei, președintele României îl decorează cu Ordinul Meritul Cultural în grad de cavaler.

## Cărți

### Volume publicate în limba română
- „Marea de voievod a bărbatului”, poezii, 1976, Editura Litera, București.
- „Piramidele Bărăganului” reportaje, 1983, Ed. Eminescu, București, premiul acordat de UTC pentru publicistică, alături de Areta Șandru, Gabriel Chifu, Corneliu Ostahie, George Cușnarencu, Ion Tudor Iovian, Aurelian Titu Dumitrescu, Viorel Dinescu, Val Condurache.
- „Locul de lângă inimă”, reportaje, 1984, Ed. Eminescu, București.
- „Nevăzuta față a Tezaurului de la Pietroasa”, publicistică-eseuri, 1985, Ed. Eminescu, București.
- „Hiperpastoralia”, versuri, 1986, Ed. Eminescu, București, premiul „Scânteia tineretulu”, alături de Alexandru Piru, Șerban Cioculescu, Liliana Ursu, Gabriela Negreanu etc.
- „Mai mult decât dragostea”, roman, 1988, Ed. Eminescu, București.
- „Arhipelag”, versuri, 1989, Ed. Eminescu, București.
- ,,Orhidea din Balcani”, roman document, editura Magica June, Stockholm, Suedia.
- „Odobescu, fatalitatea operei”, investigații documentare 1995, Biblioteca județeană V.Voiculescu, Buzău.
- „Dosar Moromeții II”, investigații documentare, 1996, Biblioteca județeană V.Voiculescu Buzău.
- „Tratat de grațiere provizorie”, versuri, 1998, Ed. Eminescu, București.
- „Biblice” , versuri, ediție bibliofilă, de autor, 1999.
- „Rugile”, poeme, Editura Fundației Academice V.Voiculescu, 2001 Buzău.
- „Secunda și riscul”, publicistică, Tipogrup press Evenimentul Românesc, 2004.
- „Scriitori buzoieni de azi”, jurnal de lector, Ed. Rafet, Râmnicu Sărat, 2005.
- „Arborele manuscris, poeme, 2005, Ed. Rafet, Râmnicu Sărat.
- „Scriitori buzoieni de azi”, jurnal de lector, ediția a II-a, Ed. Rafet, Râmnicu Sărat, 2007.
- „Din poiana lui Iocan, în Agora Căldărăștilor”, Ed. Omega, Buzău, 2007.
- Arheopterix”, Ed. Omega, Buzău, 2008.
- Considerații asupra literaturii buzoiene contemporane (volumele I, II) Ed. Omega 2009 Buzău.
- Caietul de dictando, versuri, Ed. Omega 2010 Buzău.
- Primele aventuri ale lui Tomiță, versuri pentru copii, Editura Lumea Copiilor, 2011.
- File din Jurnalul lui Tomiță, versuri pentru copii, Editura Palatul Copiilor, 2012.
- Considerații asupra literaturii buzoiene contemporane, ed a II-a , revăzută si adăugita, Tipo Moldova Iași, 2013.
- Arborele manuscris, antologie de autor in colectia ,,Opera Omnia”, Editura Tipo Moldova Iasi, 2013.
- Expedițiile lui Tomiță la Raiul de la Gura Milii, versuri ptr. Copii, editura Omega, 2014.
- Conspirația îngerilor, versuri, ed. Paralela 45, 2014.
- Minunatul tărâm din Țara lui Cezi, versuri pentru copii, editura Teocora, 2014.
- Minunata și fascinanta prințesă Aurora, versuri pentru copii, editura Teocora, 2014.
- Eu sunt Cezi!, versuri pentru copii, editura Teocora, 2014.
- Lotca lui Iov, versuri, editura Teocora, 2014, marele premiu la concursul national de literatură V. Voiculescu, 2015.
- Toma și Cezar, doi ștrengari acum mari, versuri pentru copii, Ed. Teocora, Buzău, 2016.
- Și Cezar e grădinar, versuri pentru copii, Ed. Omega,  Buzău, 2016.
- Prințul captiv, epistolele de la Elsinore, versuri, Ed. Tracus Arte, București, 2016.
- Aventurile lui Toma și ale iepurașului de Paști, proză pentru copii, Ed. Omega, Buzău, 2017.
- Căsuța din minunatul tărâm al lui Cezi, proză pentru copii, Ed. Omega, Buzău, 2017.
- Imposibila întoarcere în Poiana lui Iocan, eseu evocare, Marin Preda 95, Ed. Muzeul Literaturii Române, București, 2017.
- Aventurile	lui Toma și ale iepurașului de Paște, Editura Omega, 32p, Buzău,	2017
- Căsuța	din minunatul tărâm al lui Cezi, Editura Omega, 36p, Buzău, 2017
- În	linia întâi pe frontul din Transnistria, 80p, Ed. Teocora, 2018,	Buzău
- Nevăzuta	față a Tezaurului de la Pietroasa, 210p, Ed. Teocora, 2018, Buzău
- Lagărul șoimului, Poeme, Editura Eikon București, 2019
- Diamantele lacrimii, Poeme, Editura Omega, 2020
- Colții literei, Poeme, Editura Omega, 2021
- Pradă zeilor, Poeme, Editura Omega, 2022
- Un deceniu cu Cezar, La 10 ani tot ștrengar, Editura Palatul Copiilor, 2023
- Antologie, Colecția Cele mai frumoase poezii în limba germană, Editura Dionnysos din Boppard, 2023

### A îngrijit edițiile
- „Trage lașule”, carte despre eroul Bogdan Stan căzut în Revoluție la Televiziunea română, Ed. Victor Frunză, 1990, București.
- „Istoria parașutismului militar din România”, cuvânt înainte, note introductive, aparat critic, Ed. Porto-Franco, Galați, 1997.
- „Scrisorile” de M. Eminescu, ediție îngrijită, cuvânt înainte, note, Ed. Rafet, Râmnicu Sărat, 2000.
- ,,Scrisorile” de M. Eminescu, editia a II-a, ingrijita, cuvant inainte, note, Ed. Rafet, Ramnicu Sarat, 2015